# 弗里兹·莱纳
弗里兹·莱纳（德語：Fritz Reiner，1888年12月19日—1963年11月15日），美籍匈裔指挥家。

## 生平
莱纳生於奧匈帝國布達佩斯佩斯区的一个世俗犹太家庭。在他父亲的催促下进行了法律方面的初步研究之后，莱纳在李斯特音乐学院学习钢琴、钢琴教学法和作曲。在那里的最后两年，他随年轻的巴托克·贝洛学过钢琴。
1910年首次指挥，曲目是歌剧《卡门》。1914年–1921年他是德累斯顿国家歌剧院指挥，同时也在罗马，巴塞罗那演出。 
莱纳于1922年移居美国，并于1928年加入美国国籍。1922年–1931年担任辛辛那提交响乐团首席指挥。他曾在费城的柯蒂斯音乐学院授课，学生包括伦纳德·伯恩斯坦和卢卡斯·福斯。1938年–1948年指挥匹兹堡交响乐团，并为哥伦比亚唱片公司录制了一些唱片。1948年–1953年在纽约大都会歌剧院指挥歌剧。1936年–1937年在伦敦柯文特花园做客指挥。1955年在维也纳国家歌剧院指挥《玫瑰骑士》。
1953年–1963年任芝加哥交响乐团首席指挥，这十年是他职业生涯的巅峰。并把该乐团带入美国五大交响乐团之列。
1960年10月心脏病发作后，他的健康状况恶化。他于1963年11月15日在纽约市去世，享年74岁。

## 作品

### 商業錄音
莱纳与芝加哥交响乐团在RCA录下了很多名盘，时至今日依然是典范之作，如里姆斯基-科萨科夫的天方夜谭。

## 軼事
- 莱纳对音乐演出要求的标准很高，对准确性有著执着的追求，在录音里面尤其要求极端的准确和光彩的色泽。然而因为他暴躁的脾气，乐团的成员對他相當畏懼。传说在排练的时候，有乐队成员演出了错音，莱纳会向他竖起两个指头，表示该成员会被扣除两周的薪水。